# Atlantic.
Atlantic. ist ein Filmdrama aus dem Jahr 2014 von Jan-Willem van Ewijk. Im Mittelpunkt steht ein junger Fischer aus Marokko, der mit einem Surfbrett entlang der marokkanischen Atlantikküste Europa erreichen will. Der Film hatte seine Premiere beim Toronto International Film Festival 2014. Der Kinostart in Deutschland war am 25. Juni 2015.

## Handlung
Der junge Fischer Fettah lebt in einem kleinen Dorf an der marokkanischen Küste und kommt beim Windsurfen jedes Jahr aufs Neue mit europäischen Touristen in Kontakt. Doch jedes Mal, wenn seine neu gewonnenen Freunde wieder abreisen, hinterlassen sie eine Leere, die Fettah von einem Leben in Europa träumen lässt.
Er verliebt sich in Alexandra, die Freundin eines niederländischen Surffreundes. Obwohl er weiß, dass sie für ihn unerreichbar ist, bricht für ihn eine Welt zusammen, als sie abreist. Er bringt seine gesamte Kraft auf und begibt sich auf eine lange Reise entlang der Atlantikküste in Richtung Europa. Auf seinem Surfbrett trägt ihn der Wind nach Norden, vorbei an Casablanca und hinaus auf das offene Meer.

## Rezeption
Der Filmdienst meinte, die „unorthodoxe Mischung aus Surf-Film und Migrationsgeschichte“ huldige „vorrangig einer romantisch intonierten, individuell motivierten Sehnsuchtsreise“. Während „politische Kontexte kaum eine Rolle“ spielen würden, mache sich „ein spirituelles Raunen als Verbindung aus sakraler Musik und Off-Stimme breit“, das „die teilweise majestätischen Filmbilder an den Rand des Prätentiösen“ manövriere.